# Redline Racer
Redline Racer est un jeu vidéo de course de moto orienté arcade développé par Criterion Studios et publié par Ubisoft Entertainment. Il est sorti en 1998 sur PC. Il est aussi sorti sur Dreamcast au Japon sous son nom original, puis en Europe et aux États-Unis sous le nom de Suzuki Alstare Extreme Racing.